# 쓰다촌 (효고현)
쓰다촌(津田村)은 일본 효고현 시카마군에 있던 촌이다. 현재의 히메지시에 해당한다.

## 역사
- 1889년 4월 1일 - 정촌제 시행에 의해 시키사이군 쓰다촌이 성립하였다.
- 1896년 4월 1일 - 시카마군이 성립하여 소속이 변경되었다.
- 1933년 4월 1일 - 시카마정에 편입되어 동일 쓰다촌은 폐지되었다.

## 교통

### 철도
현재는 구촌 지역에 산요 전기철도 아보시선 니시시카마역이 통과하지만 당시엔 미개통

## 참고문헌
- 가도카와 일본지명 대사전 28권 효고현